# Gundal och Högås
Gundal och Högås est une localité de Suède située dans les communes de Kungsbacka, Mölndal et Göteborg dans les comtés de Halland et de Västra Götaland. Elle couvre une superficie de 0,79 km2. En 2010, elle compte 384 habitants.